# Communauté de communes de la Beauce d’Orgères
Die Communauté de communes de la Beauce d’Orgères ist ein ehemaliger französischer Gemeindeverband mit der Rechtsform einer Communauté de communes im Département Eure-et-Loir in der Region Centre-Val de Loire. Der Gemeindeverband wurde am 21. Dezember 1996 gegründet und bestand aus 17 Gemeinden. Der Verwaltungssitz befand sich im Ort Orgères-en-Beauce.

## Historische Entwicklung
Mit Wirkung vom 1. Januar 2017 fusionierte der Gemeindeverband mit
- Communauté de communes de la Beauce Vovéenne sowie
- Communauté de communes de la Beauce de Janville

und bildete so die Nachfolgeorganisation Communauté de communes Cœur de Beauce.

## Ehemalige Mitgliedsgemeinden
1. Eure-et-Loir
2. Bazoches-en-Dunois
3. Bazoches-les-Hautes
4. Cormainville
5. Courbehaye
6. Dambron
7. Fontenay-sur-Conie
8. Guillonville
9. Loigny-la-Bataille
10. Lumeau
11. Nottonville
12. Orgères-en-Beauce
13. Péronville
14. Poupry
15. Terminiers
16. Tillay-le-Péneux
17. Varize